# Балкантон
„Балка̀нтон“ е българска звукозаписна компания, създадена под това име в София през 1952 г. Монополист на българския пазар през периода на социалистическото управление на страната от 40-те години на 20 век до 1989 г. Приватизирана през 1999 г. при правителството на ОДС.

## До 1944 г.
Звукозаписна дейност в България започва през първото десетилетие на 20 век чрез представителите на големите западноевропейски компании Gramophon Company, Deutsche Gramophon, Pathe, Favorite и др., които записват популярни местни солисти и ансамбли.
През 1931 г. певецът Алберт Пинкас създава фирмата „Лира рекорд“, която първоначално записва музика върху матрици в Берлин или Букурещ и тиражира грамофонните плочи в София с две ръчни преси.
През 1924 г. първият български дипломиран пилот – о.з. майорът Симеон Петров (1888 – 1950) основава в София „Симонавия“ (името идва от творческото сливане на „Симеон“ и „авиатор“) – Акционерно дружество за търговия и индустрия, което през 1934 година създава първата българска фабрика със затворен цикъл за запис и производство на грамофонни плочи. Записите се извършват в киносалоните „Роял“ и „Модерен театър“, производствената база се намира на бул. „Христо Ботев“ № 129, а плочите носят етикета „Орфей“.

## 1944 – 1989 г.
В края на Втората световна война в България има четири звукозаписни компании: „Лифа рекорд“ (преименувана на „Балкан“), „Симонавия“ и бързо фалиралите „Арфа“ и „Микрофон“. През 1947 г. първите две са национализирани и обединени в Държавно индустриално предприятие „България“, което продължава да използва етикета „Орфей“, като лансира и новите „Балкан“ и „Мелодия“.
Записите вече се правят и в първото специализирано студио в България, създадено през 1945 г. от инж. Димитър Кулев. През 1950 г. към Управлението на радиото и радиоинформацията се създава предприятието за грамофонни плочи „Радиопром“. Записите вече се правят в студиата на Радио „София“, а производството е пренесено в слаботоковия завод „Ворошилов“. През 1952 г. цялата звукозаписна индустрия се обединява в комбината „Балкантон“, който е с напълно затворен цикъл на работа: запис, галванизация, матрица, преса, отпечатване на плик и т.н.
През 1958 – 1959 година „Балкантон“ започва да произвежда и дългосвирещи плочи. През 1963 година са направени първите стереофонични записи, но години след това той остава рядкост и продължава използването на едноканални записи. През 1972 година Емил Димитров записва дългосвирещата плоча „Танцувайте с Емил“, която е първият български албум, записан и миксиран на четирипистов магнетофон. До 1972 г. плочите в България са записвани от двупистов магнетофон, което носи големи рискове както за качеството, така и за перфектния баланс на инструментите.
Близо 40 години „Балкантон“ остава звукозаписен монополист на затворения български пазар. В тази роля предприятието осъществява политиката на тоталитарния режим за контрол на музикалната продукция. Това често се изразява в толериране на подкрепяни от властите жанрове и изпълнители за сметка на популярни сред широката публика форми, като сватбарската музика. Натрупва огромна фонотека от изпълнения на фолклор, класика, българска и чуждестранна популярна музика, театрални постановки, поезия, документалистика и др.

## 1989 г. – понастоящем
Със заповед на министъра на икономиката и планирането Иван Тенев от 20 март 1990 г. Творческо-стопанският комбинат „Балкантон“ – София (част от Творческо-стопанско обединение „Орфей“) се преобразува в Държавна фирма „Музикално-издателска къща Балкантон“. Новата фирма е регистрирана с решение на Софийски градски съд (СГС) от 8 май 1991 г. Предметът и на дейност е посочен като: създаване, запис и тиражиране на художествени, публицистични, научни и други произведения на различни звуконосители и създаване на печатни произведения в областта на музиката, звукозаписни услуги на населението, импресарска дейност.
Със заповед на министъра на културата проф. Георги Костов от 17 ноември 1995 г. Държавна фирма „Музикално-издателска къща Балкантон“ е преобразувана в еднолично акционерно дружество с държавна собственост. Регистрацията на МИК „Балкантон“ ЕАД е извършена от СГС на 5 април 1996 г.
С разпореждане №12 от 19 март 1998 г. на Министерския съвет дружеството преминава в патримониума на Министерството на промишлеността. На 2 юли 1998 г. министърът на промишлеността Александър Божков със заповед сменя управляващите органи на дружеството и назначава за директор актьора Венцислав Божинов.
Със заповед от 10 юни 1999 г. капиталът на дружеството се увеличава със стойността на земя – основна площадка на дружеството на ул. „Хайдушка поляна“ №6 (р-н Красно село) с площ 9200 m².
С фирмено дело №6801/1999 на СГС е регистрирано частно акционерно дружество „Балкантон – 2000“, сред акционерите на което са певци и музиканти-симпатизанти на СДС, като Богдана Карадочева и Ивайло Крайчовски.
На 24 ноември 1999 г. министър Божков продава 75% от МИК „Балкантон“ ЕАД на „Балкантон – 2000“ АД за сумата от 135 000 щатски долара. За сравнение – през 2000 г. 30-годишен двустаен апартамент в панелен блок в ж.к. „Младост“ 1 в София може да бъде закупен за ок. 13 000 щ.д.
На 22 октомври 2001 г. още 20% са продадени на лица по чл. 5, ал. 2 от ЗППДОбП (т.е. управителя и членовете на съвета на директорите). На 14 декември 2001 г. последните държавни 5% са продадени на „Балкантон – 2000“ АД.
С протокол от 18 декември 2001 г. от общо събрание на акционерите „Балкантон – 2000“ АД се влива в МИК „Балкантон“ АД и основният капитал е увеличен до ниво 282 792 поименни акции с номинал от 1 лев.
Понастоящем „Балкантон“ не издава никаква музика.